# N-III (Spanje)
De N-III is een nationale weg in Spanje van Honrubia naar Requena. Volgens het nieuwe Spaanse handboek over de naamgeving van wegen zijn de verbeterde en naar Autovía opgewaardeerde delen hernoemd tot A-3.